# Ysaora Thibus
Ysaora Thibus (n. 22 august 1991, Les Abymes, Guadeloupe, Franța) este o scrimeră franceză specializată în floretă, campioană mondială din 2022, vicecampioană mondială pe echipe în 2013 și dublă vicecampioană europeană pe echipe în 2013 și în 2014.
A participat la Jocurile Olimpice de vară din 2012 de la Londra. La proba individuală a trecut de rusoaica Inna Deriglazova în turul întâi, dar a fost eliminată de japoneza Kanae Ikehata în turul următor. La proba pe echipe, echipa Franței a fost învinsă de Italia în semifinală, apoi a pierdut cu Coreea de Sud în „finala mică”, și a rămas fără medalie.

## Legături externe
Materiale media legate de Ysaora Thibus la Wikimedia Commons
- Prezentare Arhivat în 23 iunie 2013, la Wayback Machine. la Confederația Europeană de Scrimă
- en Ysaora Thibus la Olympedia.org